# Rochester (Vermont)
Rochester – miasto w Stanach Zjednoczonych, w stanie Vermont, w hrabstwie Windsor.